# Пиренейски мастиф
Пиренейският мастиф (на испански: Mastín del Pirineo, арагонски: Mostín d'o Perineu) е огромно куче от молосоидния тип. Създадена е в испанската провинция Арагон.

## История
Историята на пиренейския мастиф може да се проследи до древните молосоиди, дошли с търговците по Пътя на коприната в Югоизточна Европа. В началото пиренейските мастифи са използвани като пастирски кучета.
Въпреки че първият стандарт на породата е регистриран в Испания през 1946 г., още през 1890 г. на изложение в Мадрид са показани 3 пиренейски мастифа.
След като през 1974 г. пиренейски мастиф на име Перо се представя успешно на едно изложение, започва разцветът на породата. През 1977 г. в Испания е създаден клуб за пиренейски мастифи, участниците в който се заемат да създат нов стандарт. Президентът на Арагонския киноложки клуб Андрес Гарсия Хайме и Обществото за защита на животните и растенията в Арагон оказват голяма помощ в начинанието им. През 1981 г. Испанското кралско киноложко общество утвърждава нов стандарт на породата, който скоро е признат от МФК.

## Външен вид

### Общи характеристики
Огромно, мускулесто, хармонично сложено куче. Тялото се вписва в правоъгълник. Главата е голяма, средно дълга. Муцуната е продълговата с прав профил, стопът е слабо изразен. Очите са неголеми, с форма на мида, в тъмно-орехов цвят. Ушите са висящи, със среден размер и триъгълна форма, високо поставени. Опашката е мощна, покрита с дълга козина.

### Козина
Козината е гъста, на пипане не е пухкава, четинеста. Основният ѝ цвят е бял. Характерна окраска за муцуната е добре изразената маска. По цялото тяло може да има петна, чийто цвят съвпада с този на маската.

## Характер и грижи
Пиренейският мастиф е изключително надеждно и умно куче. Отнася се благосклонно към други кучета и деца. Към непознати се отнася със съмнение. Благодарение на своите качества представителите на породата се използват в качеството на охранители и телохранители. Нуждае се от внимателни разресвания и дълги разходки. Определено не е от типа кучета, които могат да се гледат в апартамент.

## Здраве
Пиренейският мастиф може да се разболее от конюнктивит. Наблюдавани са и случаи на дисплазия на тазобедрената става.